# Jean-François Di Martino
Jean-François Di Martino (ur. 2 marca 1967 w Enghien-les-Bains) – francuski szermierz szpadzista, srebrny medalista olimpijski i dwukrotny medalista mistrzostw świata.

## Życiorys
Podczas igrzysk olimpijskich w Barcelonie w 1992 roku zajął czwarte miejsce drużynowo. Brał też udział w igrzyskach olimpijskich w Sydney w 2000 roku, gdzie reprezentacja Francji w składzie: Jean-François Di Martino, Hugues Obry i Éric Srecki zdobyła srebrny medal w zawodach drużynowych. Na tej samej imprezie zajął 21. miejsce w zawodach indywidualnych.
Wspólnie z Olivierem Lengletem, Érikiem Sreckim, Jean-Michelem Henrym i Philippe’em Riboudem wywalczył drużynowo złoty medal na mistrzostwach świata w Lyonie w 1990 roku. Wynik ten powtórzył podczas mistrzostw świata w Seulu w 1999 roku, startując z Érikiem Sreckim, Hugues'em Obrym i Rémym Delhommem.
Ponadto zdobył brąz indywidualnie na mistrzostwach Europy w Linzu w 1993 roku i mistrzostwach Europy w Limoges w 1996 roku oraz srebro drużynowo na mistrzostwach Europy w Bolzano w 1999 roku. 